# Uszew (gmina)
Uszew (od 1973 Gnojnik) – dawna gmina wiejska istniejąca w latach 1934–1954 w woj. krakowskim (dzisiejsze woj. małopolskie). Siedzibą władz gminy była Uszew.
Gmina zbiorowa Uszew została utworzona 1 sierpnia 1934 roku w powiecie brzeskim w woj. krakowskim z dotychczasowych jednostkowych gmin wiejskich: Biesiadki, Gnojnik, Gosprzydowa, Lewniowa, Uszew, Zawada Uszewska i Żerków. Według stanu z dnia 1 lipca 1952 roku gmina składała się z 7 gromad: Biesiadki, Gnojnik, Gosprzydowa, Lewniowa, Uszew, Zawada Uszewska i Żerków. Jednostka została zniesiona 29 września 1954 roku wraz z reformą wprowadzającą gromady w miejsce gmin. 
Jednostki nie przywrócono 1 stycznia 1973 roku po reaktywowaniu gmin, utworzono natomiast jej terytorialny odpowiednik, gminę Gnojnik.